# 塘坑駅 (深圳市)
塘坑駅（とうこうえき）は中華人民共和国深圳市龍崗区に位置する深圳地下鉄龍崗線の駅。

## 駅構造
- 島式ホーム1面2線を有する地下駅。ホームドア設置。

| 龍崗線ホーム (B2F) | ←■龍崗線 益田方面 |
| 龍崗線ホーム (B2F) | 島式ホーム        |
| 龍崗線ホーム (B2F) | ←■龍崗線 益田方面 |
| 龍崗線ホーム (B2F) | ■龍崗線 双龍方面→ |
| 龍崗線ホーム (B2F) | 島式ホーム        |
| 龍崗線ホーム (B2F) | ■龍崗線 双龍方面→ |

## 歴史
- 2010年12月28日 - 開業。

## 隣の駅
深圳地下鉄
■龍崗線
六約駅 - 塘坑駅 - 横崗駅